# Invasão de medusas
Invasão de Medusas (em inglês: Jellyfish Invasion) é um documentário do National Geographic Channel (NGC), da série Explorer, chama a atenção para o aumento da proliferação de águas-vivas nos últimos anos, apresentando  o trabalho de investigação de cientistas que têm se ocupado do assunto, na Austrália, no Havaí e no Japão.

## Conteúdo
O documentário  apresenta a tese segundo a qual as medusas podem vir a se tornar  uma praga com impactos sobre todo  o planeta. Essa tese se baseia nas seguintes constatações:
- As medusas são animais extremófilos, ou seja, conseguem viver sob condições extremas. A sua amplitude térmica de existência vai desde as temperaturas geladas de vários quilómetros de profundidade: foram encontradas medusas na Fossa das Marianas a mais de 10 km abaixo da superfície do mar.
- O aquecimento global e da poluição aceleram o ciclo de vida das medusas. Foi verificado em laboratório que mudanças bruscas no ambiente fazem com que os pólipos de medusas transitem para medusas.
- A sobrepesca e a extinção de outras espécies de peixes diminui a mortalidade das medusas. Mesmo que as medusas sejam mortas pela pesca, elas desenvolveram um mecanismo de sobrevivência que consiste em lançar para a água grandes quantidades de gâmetas quando se sentem em perigo.
- A construção de portos, esporões e outras infra-estruturas aquáticas que fornecem um substrato para os pólipos se fixarem.

De acordo com uma pesquisa da Universidade de Queensland, feita em conjunto com o Centro de Pesquisa Marinha da Austrália,  os oceanos estão sendo cada vez mais rapidamente infestados por águas-vivas, algumas com mais de dois metros de diâmetro e pesando 200 quilos. As causas do problema, segundo os estudiosos, estão ligadas à ação humana (pesca excessiva, poluição, etc.), sendo que as águas-vivas são mais resistentes a modificações do ambiente marinho. O cientista australiano Anthony Richarson afirmou que "foi observado nos últimos anos um aumento mais severo desses seres pelos oceanos devido a diminuição de seus competidores e predadores" (incluindo tartarugas, tubarões e atum, mas também peixes pelágicos pequenos, que andam em cardumes, como  anchovas e sardinhas, e se alimentam de filhotes de águas-vivas). "Esse equilíbrio do sistema marinho está se acabando a passos largos”, afirma Richardson. Como consequência dessa invasão, no Japão, por exemplo, a atividade pesqueira vem sendo prejudicada. Aguas-vivas gigantes, (as nomuras) arrebentam redes de pesca, além de deixar os peixes com uma espécie de limo na pele, dificultando a venda. Próximo a Namíbia, onde a pesca intensa dizimou a população  de sardinhas, o mar é hoje dominado por água-vivas. As sardinhas são um predador natural das  água-vivas e também competem com elas pelo mesmo tipo de organismos marinhos para alimentar-se. A pesquisa também aponta  consequências da proliferação de águas-vivas:  praias podem ser fechadas, afetando diretamente o turismo, a economia e as atividades sociais.
Na Escócia, em julho de 2011, os reatores da central nuclear de Torness teve que ser desligado, após uma invasão de águas-vivas. A central tem um sistema de refrigeração de reatores movido a gás, mas que também usa água do mar. Uma grande quantidade de águas-vivas obstruiu os filtros de água, apesar da existência de um sistema de obstrução à entrada de peixes e outros animais. Alguns biólogos conjecturam que a proliferação de águas-vivas na costa da Escócia seja decorrente do aumento na temperatura do Mar do Norte.
Segundo artigo de  Condon et al., publicado em 2011  são vários os fatores que levam à proliferação de águas-vivas, como as mudanças climáticas, a pesca excessiva, o lançamento  de fertilizantes agrícolas nas águas, etc. A reprodução exagerada desses organismos implica  excessivo aumento do consumo de plâncton, base da cadeia alimentar marinha, e gera aumento dos níveis de carbono no oceano. Isto porque as bactérias oceânicas conseguem absorver o carbono, o nitrogênio, o fósforo e outros elementos químicos da maioria dos peixes quando estes morrem,  mas não conseguem absorver bem o carbono da biomassa de invertebrados, tais como a água-viva. Em vez de usar esse carbono para se desenvolver, a bactéria o expira como CO2, que vai parar na atmosfera. Parte desse dióxido de carbono, porém, não é expelida para a atmosfera e é absorvida pelo oceano.  O excesso de CO2 é uma das causas da acidificação das águas do oceano, processo que, nas próximas décadas, deverá ter consequências na cadeia alimentar marinha, segundo pesquisadores do Laboratório Marinho de Plymouth, Inglaterra,  e a comissão oceanográfica intergovernamental criada pela Unesco. "A acidificação dos oceanos tem um impacto negativo global sobre os organismos e alguns ecossistemas cruciais que fornecem alimento a milhões de seres humanos", declarou  Carol Turley, cientista do programa britânico de investigação sobre acidificação dos oceanos.
Além disso, a proliferação de águas-vivas tem causado problemas nas regiões costeiras e usinas de dessalinização no Japão, no Oriente Médio e na África, além de ser prejudicial para os banhistas, pois  o contato com o organismo pode causar desde queimaduras e dor e até mesmo a morte.

## No Brasil
No verão de 2012, somente no mês de janeiro, mais de 12 mil  acidentes com águas-vivas foram registrados no litoral do Estado do Paraná. No ano anterior, houve cerca de 500 casos. O Governo do Estado montou um grupo de especialistas para descobrir causas do aparecimento numeroso de águas-vivas no litoral. Variações climáticas, ação humana e mudança nas correntes marítimas estão entre as hipóteses para explicar a alta desses casos. Por essa razão, o Corpo de Bombeiros  interditou para banho uma das praias  de Guaratuba.